# Derrick contre Superman
 (décembre 2017).
Si vous disposez d'ouvrages ou d'articles de référence ou si vous connaissez des sites web de qualité traitant du thème abordé ici, merci de compléter l'article en donnant les références utiles à sa vérifiabilité et en les liant à la section « Notes et références ».
Pour plus de détails, voir Fiche technique et Distribution.
Derrick contre Superman (également intitulé Eine grosse Fünf qui signifie « Une grande Cinq ») est un téléfilm français, écrit et réalisé par Michel Hazanavicius et Dominique Mézerette, diffusé le 6 septembre 1992 sur Canal+.

## Origines
Diffusé dans le cadre de La Journée de la télé (ou Dimanche télé) le 6 septembre 1992 sur Canal+. Il s'agit du premier des trois téléfilms du Grand Détournement.

## Synopsis
En 1992, la chaîne de télévision La Cinq disparaît tragiquement, Derrick essaye de la sauver en contactant des héros tels que le capitaine Kirk, Starsky et Hutch, Navarro. Mais Superman, aidé par Numéro 6 (M6) et Roger Moore, décide de contrecarrer ses plans.

## Fiche technique
- Réalisation et scénario : Michel Hazanavicius et Dominique Mézerette
- Production : Ève Vercel et Robert Nador
- Sociétés de production : DUNE, Canal+
- Montage : Florence Leconte
- Durée : 16 minutes
- Format : couleurs

## Distribution
- Images d'archives :
  - Horst Tappert
  - Roger Hanin
  - Roger Moore
  - David Soul
- Voix originales :
- Patrick Burgel
- Évelyne Grandjean

### Œuvres utilisées
Ce téléfilm utilise des extraits des œuvres suivantes :
- Inspecteur Derrick
- Les Aventures de Superman
- Dynastie
- Starsky et Hutch
- Matt Houston
- Le Petit Train de la mémoire
- Le Prisonnier
- Drôles de dames
- Kung Fu
- Les Chevaliers du ciel
- Côte Ouest
- Amicalement vôtre
- Le Saint
- Les Enquêtes du commissaire Maigret
- Belle et Sébastien